# Hemileius biclavulus
Hemileius biclavulus är en kvalsterart som beskrevs av Lee 1989. Hemileius biclavulus ingår i släktet Hemileius och familjen Hemileiidae. Inga underarter finns listade i Catalogue of Life.